# Сімен Спілер Нільсен
Сімен Спілер Нільсен (норв. Simen Spieler Nilsen) — норвезький ковзаняр, олімпійський чемпіон, призер чемпіонатів світу. 
Золоту олімпійську медаль та звання олімпійського чемпіона Нільсен виборов на Пхьончханській олімпіаді 2018 року в командній гонці переслідування.

## Зовнішні посилання
- Досьє на speedskatingnews [Архівовано 1 квітня 2018 у Wayback Machine.]

## Виноски
1. ↑  SpeedSkatingStats
2. ↑  https://www.teamnor.no/profiler/skoyter/simen-spieler-nilsen/
3. ↑  Men's team pursuit results (PDF). Архів оригіналу (PDF) за 21 лютого 2018. Процитовано 31 березня 2018. [Архівовано 2018-02-21 у Wayback Machine.]